# 龍光大綬章
龍光章是滿洲國的勳章，低於蘭花章、高於景雲章。根據1934年3月1日制定的大滿洲帝國勅令第一號設立。
龍光章僅設一個勳位，即龍光大綬章。其對應於大日本帝國的桐花章。該勳章由日本雕刻家畑正吉設計、日本造幣局負責製作。1945年8月滿洲國滅亡後終止頒發。
龍光章頒發的總數不詳。1934年至1940年期間共頒發33枚龍光大綬章，獲頒此勳章者有溥儀、東條英機、马克西米利亚诺·埃尔南德斯·马丁内斯等人。